# Orazio Mariani
Orazio Mariani (ur. 21 stycznia 1915 w Mediolanie, zm. 16 października 1981 tamże) – włoski lekkoatleta (sprinter), wicemistrz olimpijski z 1936 i wicemistrz Europy z 1938.
Odpadł w półfinale biegu na 100 metrów na mistrzostwach Europy w 1934 w Turynie.
Na igrzyskach olimpijskich w 1936 w Berlinie zdobył srebrny medal w sztafecie 4 × 100 metrów za zespołem Stanów Zjednoczonych (sztafeta włoska biegła w składzie: Mariani, Gianni Caldana, Elio Ragni i Tullio Gonnelli).
Został wicemistrzem w biegu na 100 metrów na mistrzostwach Europy w 1938 w Paryżu (za Martinusem Osendarpem z Holandii). Na tych samych mistrzostwach włoska sztafeta 4 × 100 metrów w składzie: Gonnelli, Caldana, Edoardo Daelli i Mariani zajęła 4. miejsce.
Mariani był mistrzem Włoch w biegu na 100 metrów w latach 1933, 1936–1938, 1942 i 1943, w biegu na 200 metrów w 1943, a także w sztafecie 4 × 100 metrów w latach 1936-1940 i 1943.
Dwukrotnie poprawiał rekord Włoch w biegu na 100 metrów, doprowadzając go do rezultatu 10,4 s (3 września 1938 w Paryżu). Był również rekordzistą Włoch w biegu na 200 metrów z czasem 21,2 s (15 lipca 1939 w Mediolanie) oraz w sztafecie 4 × 100 metrów z wynikiem 40,8 (29 lipca 1939 w Berlinie).